# Московский кредитный банк
Публичное акционерное общество «Московский кредитный банк» — негосударственный публичный банк, осуществляющий коммерческую деятельность в 22 регионах Центрального, Приволжского, Северо-Западного и Уральского федеральных округов России. Включён Банком России в перечень системно значимых кредитных организаций. Головной офис расположен в Москве.
Из-за вторжения России на Украину банк находится под международными санкциями стран Евросоюза, США, Великобритании и ряда других стран

## История
Акционерное общество открытого типа «АКБ „Московский кредитный банк“» было создано в 1992 году по инициативе и на средства московского предпринимателя Бориса Борисова. В число первоначальных учредителей вошла группа частных предприятий (ЧМП «Ост», ЧМП «Пеленг», ЧМП «Эллипс» и другие, представлявшие собой группу аффилированных лиц) и товарно-сырьевая биржа «Потенциал России» (ныне не существует). Борисов возглавил совет директоров банка. Председателем правления стал соучредитель банка Валерий Кухтаров. 19 августа 1992 года банком была получена лицензия на осуществление банковских операций № 1978, 2 декабря 1993 года получена лицензия на осуществление банковских операций в иностранной валюте.
В 1994 году произошло расширение состава учредителей и уже в том же году был приобретен структурами Романа Авдеева. В 1995 году банк сменил организационно правовую форму, став называться ООО «Коммерческий банк „Московский кредитный банк“». В 1995 году правление банка возглавил Валерий Комаровский. В 1995 году банк вошёл в сотню крупнейших банков России.
В 2000 году правление банка возглавил Андрей Донских, которого в 2004 году сменил Александр Хрилев, проработавший в банке до конца 2008 года. С 2008 по 31 января 2012 года правление возглавлял Александр Николашин, работающий в банке с 1994 года. С 1 февраля 2012 года Александр Николашин занял пост президента банка. Председателем правления с того же дня был назначен Владимир Чубарь.
В 2016 году МКБ приобрел СКС Банк для развития направления инвестиционного банкинга.
13 сентября 2017 года включён в список системно значимых кредитных учреждений, составленный ЦБ РФ. Помимо МКБ, в перечень входит ещё 10 банков, среди которых — «Юникредит банк», «Газпромбанк», ВТБ, «Альфа-банк», «Сбербанк», «ФК Открытие», «Росбанк», «Промсвязьбанк», «Райффайзенбанк» и «Россельхозбанк». На их долю приходится более 60 % совокупных активов российского банковского сектора.
В июне 2018 года АКБ МКБ продал 100 % акций своей дочерней компании «МКБ-Лизинг» за 1,55 млрд руб. Согласно отчёту, после выбытия дочерней группы банк лишился 703 млн руб., а чистый приток средств к получению составил 1236 млн руб. Признанная МКБ прибыль от продажи дочерней компании составила 637 млн руб.
В феврале 2019 года Московский кредитный банк (МКБ) подал в ФАС ходатайство о покупке 99,9 % акций Азиатско-Тихоокеанского банка (АТБ).
В 2019 года МКБ запустил новую платформу по выдаче кредитов, которая является универсальной, и клиент может сам подобрать для себя срок размещения вклада.
3 апреля 2019 в результате кредитных обязательств через банкротство банку перешла детская торговая сеть «Бегемот».
18 мая 2020 года МКБ приобрел у группы компаний «Регион» банки «Веста» и Руснарбанк. Стоимость покупки «Весты» составила 1,08 млрд руб., а Руснарбанка — 2,97 млрд руб..
В марте 2021 года у УГМК был приобретён банк «Кольцо Урала», интеграция которого в структуру МКБ началась 31 мая.
В мае 2021 года МКБ объявил о размещении допэмиссии 3,6 млрд акций по цене 6,3 руб. Половину выпуска намерен купить «Россиум». Общая сумма привлекаемых дополнительных средств — 22,7 млрд руб.
В первом квартале 2022 года МКБ продал Руснарбанк 11 физическим лицам, доля каждого из которых в приобретенном банке составила 9,1 %.

## Санкции
С 3 июня 2022 года из-за вторжения России на территорию Украины находится под санкциями и было решено отключить его от международной межбанковской системы передачи информации и совершения платежей.
24 февраля банк включен в секторальный санкционный список США, 6 апреля банк попал под санкции Великобритании
16 декабря 2022 года Совет Европейского союза в рамках девятого пакета санкций, введённых в ответ на российское вторжение, заморозил активы банка.
Кроме того, банк находится под санкциями Швейцарии, Австралии, Украины, Японии и Новой Зеландии.
24 февраля 2023 года банк попал под блокирующие санкции США.

## Собственники и руководство
Основным владельцем банка является концерн «Россиум» российского предпринимателя Сергея Сударикова (55,42 %), 6,67 % принадлежат УК «Регионфинансресурс», 5,84 % — ИК «Алгоритм», 5,43 % акций находятся под управлением «Регион Траст», 3,25 % — ЕБРР, 20,3 % — free-float, 3,1 % — прочие акционеры.
До октября 2024 года концерн «Россиум» принадлежал Роману Авдееву.
С 27 ноября 2024 года обязанности председателя правления банка исполняет Максим Коржов.

## Деятельность

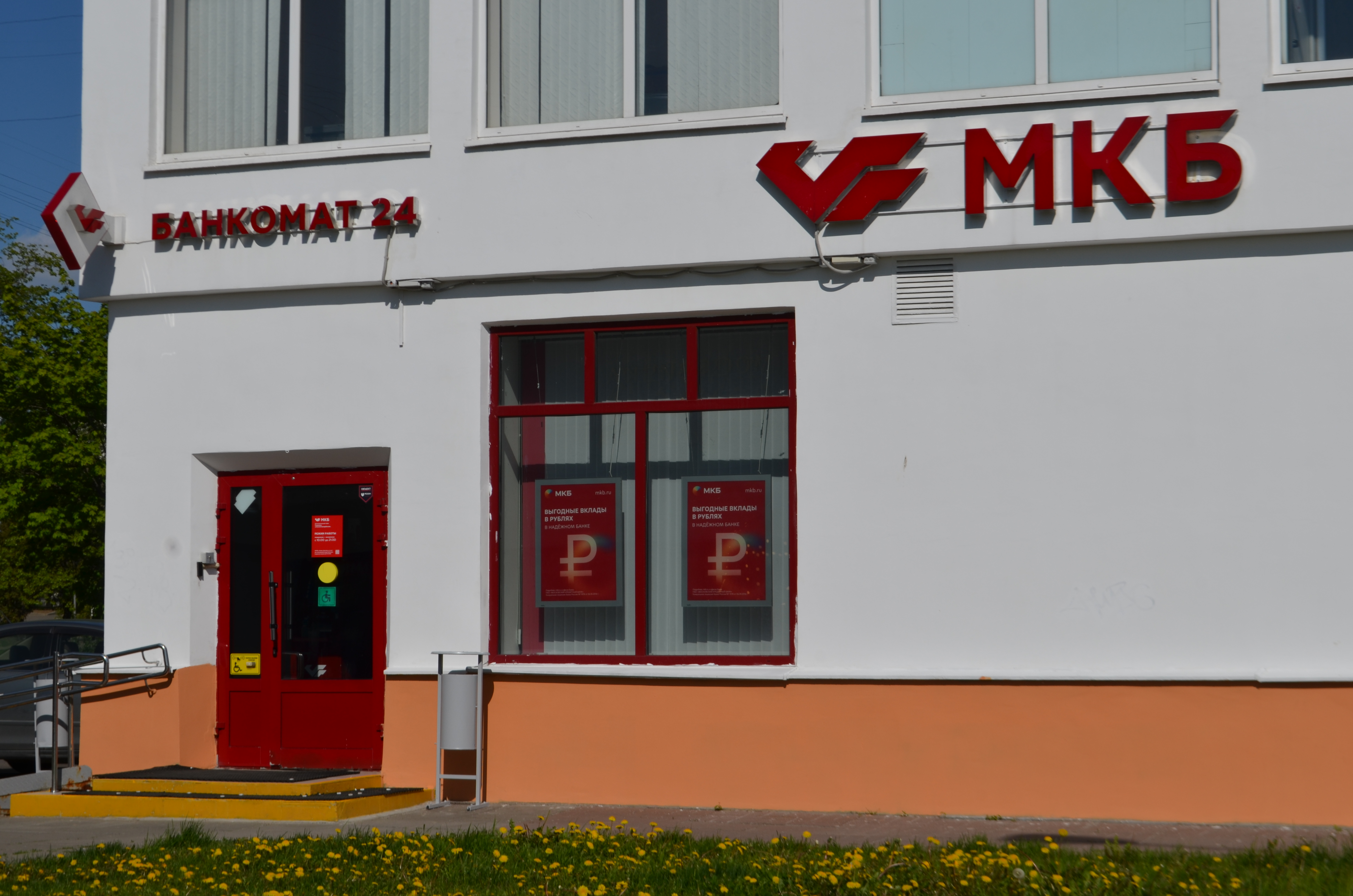
Отделение «Красногвардейское» Московского кредитного банка в районе Зябликово в 2022 году

Приоритетным направлением деятельности банка является кредитование юридических и физических лиц. По итогам 2011 года территориальная сеть банка включала свыше 70 отделений. По состоянию на 1 января 2012 года банк располагал сетью свыше 600 банкоматов и более 4000 платёжных терминалов. Частным лицам Московский кредитный банк предлагает ипотеку, автокредиты, кредитные карты и нецелевые кредиты, размещение депозитов, программы индивидуального обслуживания (Individual banking).
Согласно данным отчётности по МСФО, по итогам 2020 года активы банка составляли 2916,5 миллиардов рублей. Средства клиентов увеличились и на 1 января 2021 года достигли 1737,5 миллиардов рублей, преимущественно за счёт прироста объёма средств корпоративных клиентов, которые по итогам 2020 года выросли на 44,8 % до 751,3 миллиарда рублей. Средства физических лиц выросли за 2020 год на 3,2 % и составили 501,5 миллиарда рублей.
Чистая прибыль за двенадцать месяцев 2020 года увеличилась более чем в 2,5 раза по сравнению с аналогичным периодом прошлого года и составила 30,0 миллиардов рублей, рентабельность собственного капитала и рентабельность активов (ROA) выросли до 16,9 % и 1,1 % соответственно (7,8 % и 0,5 % по итогам 2019 года). Чистые процентные доходы (до вычета резервов) выросли на 30,8 % по сравнению с 2019 годом и достигли 59,2 миллиарда рублей. Совокупный кредитный портфель до вычета резервов вырос за год на 27,7 % до 1059,1 миллиарда рублей. Капитал по стандартам «Базель III» увеличился на 9,7 % за год до 332,3 миллиарда рублей, коэффициент достаточности капитала составил 21,3 %, коэффициент капитала 1-го уровня — 15,0 %.
Среди корпоративных клиентов Московского кредитного банка такие компании, как АФК «Система», «X5 Group», «Роснефть», «Интер РАО ЕЭС», «Уралхим», «Bosco di Ciliegi», Торговый дом «ГУМ», «Эльдорадо», «М.Видео», «Мечел», «Магнолия», «Евросеть», «Связной», «Лэтуаль» и другие.
Сеть платёжных терминалов МКБ предлагает широкий спектр дистанционной оплаты разных услуг, включая прямые пополнение электронного счёта и запись билетов на карты «Тройка» и «Стрелка», пополнение карт более десяти банков-партнёров и другие услуги с возможностью получения подарочного промокода от партнёров банка.
Рейтинговое агентство АКРА в 2017 году присвоило МКБ  рейтинговую оценку A-(RU) с позитивным прогнозом. В 2018 рейтинг был поднят до A(RU), ежегодно подтверждался, в 2021 году поднят до A+(RU) и подтверждается ежегодно на этом уровне (2022-2024) .
Рейтингового агентства «Эксперт РА» в 2013 году присвоило рейтинг A++, в 2016 поменяло его на A (II), в 2017 - на ruBBB-. В 2018 году банк получил рейтинг ruA-, в 2019 - ruA, в 2021 - ruA+ и на этом уровне подтверждается каждый год (2022-2025). Этим же рейтинговым агентством в ноябре 2021 года банку был присвоен ESG-рейтинг «ESG-II», прогноз — «стабильный», в 2022 году рейтинг заменён на ESG-II(c) и подтверждён в 2023. В 2024 году ESG-рейтинг повышен до ESG-II(b).